# Astragalus eliasianus
Astragalus eliasianus — вид квіткових рослин з родини бобових (Fabaceae). Ареал охоплює такі країни: Туреччина (пн.-сх. Анатолія).

## Середовище
Зустрічається у відкритих лісах Pinus sylvestris та на узбіччях доріг, на висоті приблизно 2200 м над рівнем моря. Основними загрозами є втрата та деградація середовища існування, спричинені людиною, надмірним випасом худоби, вирубкою лісів та будівництвом доріг.